# Тодрія Микола Парназович
Микола Парназович Тодрія (нар. 1926 — пом. невідомо) — радянський грузинський футболіст, нападник. Майстер спорту СРСР.

## Життєпис
Виступав за тбіліські команди «Локомотив» (1944—1947, 1955—1958) та «Динамо» (1948—1954). У чемпіонаті СРСР за «Динамо» провів 123 матчі, забив 21 гол (за іншими даними – 19).
Срібний призер 1951 року, бронзовий призер 1950 року.